# توني زيمرمان
توني زيمرمان (بالإنجليزية: Tony Zimmerman)‏ هو لاعب كرة قدم أمريكية أمريكي، ولد في 22 أبريل 1977.